# Головенківська сільська рада
Головенківська сільська рада — колишня адміністративно-територіальна одиниця та орган місцевого самоврядування у Житомирському районі Житомирської області України з адміністративним центром у с. Головенка.

## Населені пункти
Сільській раді були підпорядковані населені пункти:
- с. Головенка
- с. Залізня

## Населення
Станом на 5 грудня 2001 року, відповідно до перепису населення України, кількість мешканців сільської ради становила 791 особу.

## Склад ради
Рада складалася з 12 депутатів та голови.

### Керівний склад сільської ради
| ПІБ                              | Основні відомості                                                                                     | Дата обрання | Дата звільнення |
| -------------------------------- | --- | ------------ | --------------- |
| Аврамчук Олександр Олександрович | Сільський голова, 1969 року народження, освіта, член Соціал-демократичної партії України (об'єднаної) | 26.03.2006   | 31.10.2010      |
| Аврамчук Олександр Олександрович | Сільський голова, 1969 року народження, освіта вища, член Партії регіонів                             | 31.10.2010   |                 |

Примітка: таблиця складена за даними джерела

## Історія
Створена 17 квітня 1996 року, відповідно до рішення Житомирської обласної ради «Про утворення Головенківської сільської ради Житомирського району», в складі сіл Головенка та Залізня Троянівської сільської ради Житомирського району.
Виключена з облікових даних, відповідно до постанови Верховної Ради України № 807-IX від 17 липня 2020 року, через об'єднання до складу Новогуйвинської селищної територіальної громади Житомирського району Житомирської області.